# NGC 7039
NGC 7039 (również OCL 203) – gromada otwarta znajdująca się w gwiazdozbiorze Łabędzia. Odkrył ją John Herschel 19 września 1829 roku. Jest położona w odległości ok. 3,1 tys. lat świetlnych od Słońca.